# Katzenthal
Katzenthal je občina v departmaju Haut-Rhin francoske regije Alzacija.
Leta 1990 je v občini živelo 505 oseb oz. 144 oseb/km².